# Orlando Olmedo
Orlando Urbano Olmedo Alvariza (Aiguá, Maldonado, Uruguay, 2 de marzo de 1923 - Montevideo, Uruguay, 8 de agosto de 2017), fue un magistrado uruguayo, quien se desempeñó como miembro del Tribunal de lo Contencioso Administrativo entre 1982 y 1985.

## Primeros años
Nació en Aiguá, Maldonado, el 2 de marzo de 1923,hijo de Eduardo Olmedo y de Aurelia Petrona Alvariza.
Cursó estudios en la Facultad de Derecho de la Universidad de la República, donde obtuvo el título de abogado en 1952.

## Juez de Paz en el interior
Poco después inició su carrera judicial como Juez de Paz de la primera sección judicial de Treinta y Tres, con sede en la ciudad de Treinta y Tres.
En junio de 1954 fue trasladado al Juzgado de Paz de la primera sección judicial de Canelones, con sede en Canelones.

## Juez de Paz en la capital
A partir de 1958 cumplió funciones en Montevideo como Juez de Paz de la segunda sección judicial de dicha ciudad.

## Juez Letrado en el interior
En diciembre de 1960 fue ascendido al cargo de Juez Letrado de Rivera.
En marzo de 1962 fue trasladado al Juzgado Letrado de Paysandú de Segundo Turno,pero pocas semanas más tarde fue nuevamente transferido al Juzgado Letrado de Colonia.

## Juez Letrado en la capital
En octubre de 1964 fue ascendido a cumplir funciones nuevamente en Montevideo, inicialmente como Juez Letrado de Instrucción y Correccional de Primer Turno.
En febrero de 1965 fue nombrado Juez Letrado de Aduana.

## Tribunal de Apelaciones
En diciembre de 1968 recibió un nuevo ascenso al ser designado ministro del Tribunal de Apelaciones en lo Civil de Primer Turno.Integró dicho tribunal por espacio de más de trece años. 

## Tribunal de lo Contencioso Administrativo
El 20 de julio de 1982 fue elegido en forma unánime por el Consejo de la Nación, a propuesta del Poder Ejecutivo, como miembro del Tribunal de lo Contencioso Administrativo, para cubrir la vacante generada por el retiro de Alberto Reyes Terra.
Meses antes, el 10 de noviembre de 1981, se había dictado el Decreto Constitucional-Acto Institucional número 12, que derogó el número 8 dictado en 1977 y restableció la autonomía del TCA como organismo respecto del Ministerio de Justicia.
Al finalizar la dictadura cívico militar instaurada en 1973, la Asamblea General democráticamente electa que asumió funciones el 15 de febrero de 1985 resolvió, en sesión celebrada en la noche del 6 al 7 de mayo, declarar vacantes la totalidad de los cargos de la Suprema Corte de Justicia y del Tribunal de lo Contencioso Administrativo, por entender que los integrantes que permanecían en ella (en el caso del TCA, Olmedo, Carlos Maestro Toletti, Francisco D'Angelo, Héctor Clavijo y José Julio Folle) carecían de investidura legítima por haber sido designados durante el período dictatorial, y entendió que el plazo de 90 días con que contaba para llenar dichas vacantes corría a partir de la instalación del Parlamento. Los integrantes del TCA acataron la decisión y presentaron su renuncia.
Al borde de finalizar el plazo constitucional, el 15 de mayo de 1985, la Asamblea General eligió a los nuevos integrantes del Tribunal, José Roberto Figueroa Martínez, Luis Alberto Galagorri, Luis Torello, Manuel Díaz Romeu y Folle, siendo este el único reelecto y que continuó en su cargo de los actuantes en el período anterior.

## Fallecimiento
Orlando Olmedo falleció en Montevideo el 8 de agosto de 2017, a los 94 años de edad.